# إيتا-ورت

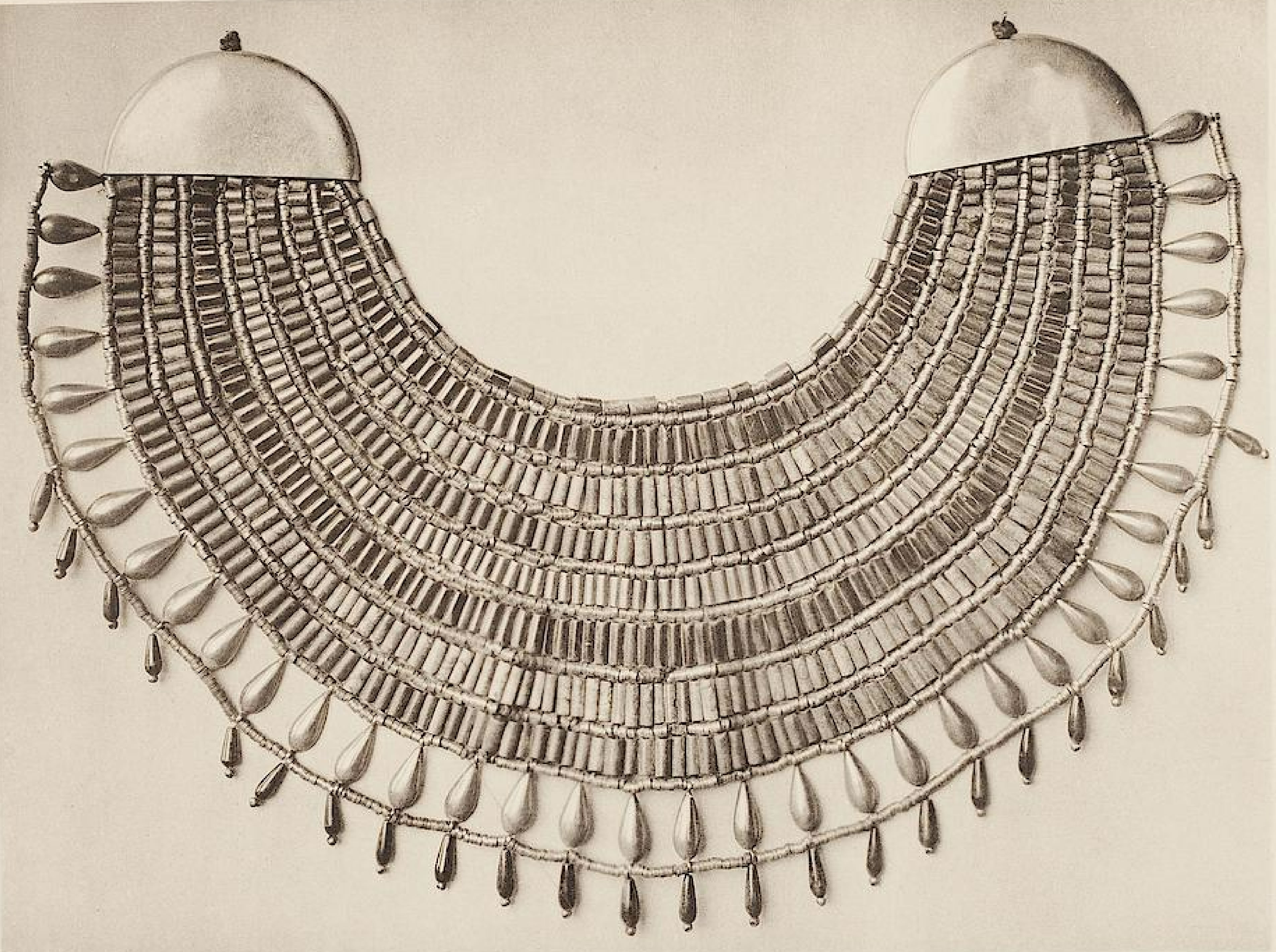
قلادة إيتا-ورت العريضة، وُجِدَت على جسدها

كانت إيتا-ورت ( إيتا الكبيرة) ابنة ملك مصري قديم عاش في عهد الأسرة الثانية عشرة حوالي عام 1850 قبل الميلاد. و تم التعرف عليها من مدفنها المجاور لهرم الملك أمنمحات الثاني في دهشور. و تم العثور على مدفنها سليماً محتوياً على تابوت خشبي مزخرف و صندوق كانوبي مبينا عليه نصوص دينية طويلة تحتوي على اسمها. ما تم العثور في المقبرة أيضاً على بعض أدوات الزينة الشخصية. و على الرغم من أن موقع القبر ربما يشير إلى أنها كانت ابنة أمنمحات الثاني، إلا أن ذلك يفتقر إلى دليل نهائي. و ما يلفت النظر من محتويات حجرة الدفن هو تمثال خشبي لبجعة تم العثور عليها هناك.